# Martha My Dear
Martha My Dear è una canzone scritta da Paul McCartney (ma attribuita come da consuetudine al duo Lennon-McCartney), e apparsa per la prima volta sul White Album nel 1968.

## Il brano

### Origine e storia

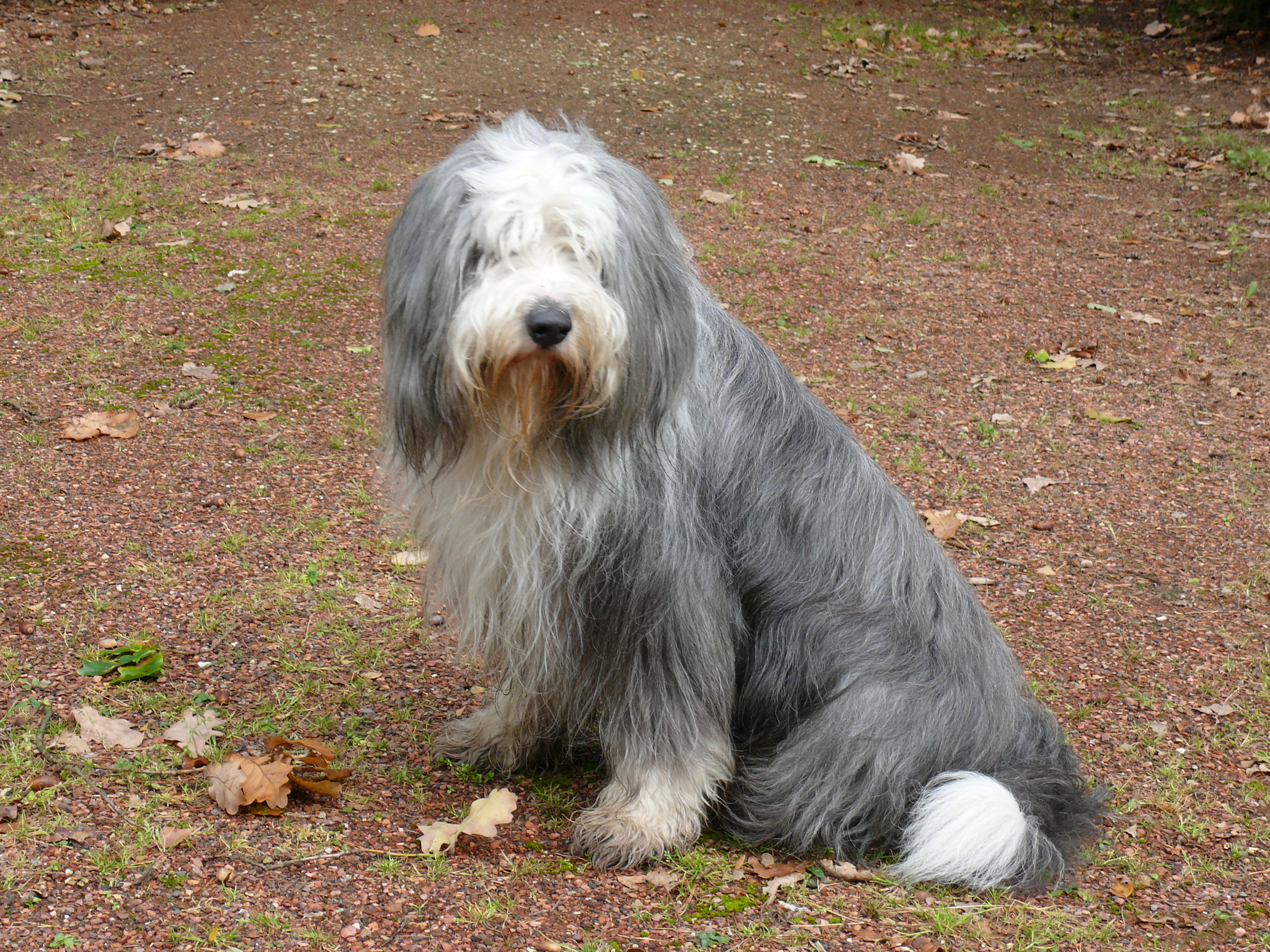
Un Bobtail, la razza di "Martha" il cane di Paul McCartney all'epoca dell'incisione del brano.

È stato spesso segnalato che il titolo (Martha My Dear) sarebbe stato ispirato a Paul dal suo cane, un Old English Sheepdog di nome Martha da lui comprato poco tempo dopo aver acquistato la sua casa di Cavendish Avenue. In proposito Paul McCartney confermò questa tesi, smentendo invece che la canzone fosse dedicata alla sua storica fidanzata Jane Asher:
(Paul McCartney)
La Asher ruppe il fidanzamento con McCartney all'inizio del 1968, quando lo sorprese a letto con una dirigente della Apple; c'è da dire però che la creatività romantica di McCartney è stata alimentata durante questo rapporto, considerando che non solo il cantante ha sempre considerato la fidanzata come musa, ma nei versi della stessa canzone afferma: You have always been my inspiration... ("Sei sempre stata la mia ispirazione"), quindi potrebbe esserci un velato riferimento a lei nei versi della canzone.

### Registrazione
Il brano venne registrato in due giorni di lavorazione ai Trident Studios di Soho, Londra. Il 4 ottobre Paul incise la voce solista, il pianoforte e la batteria, per poi lasciare campo ai musicisti di studio per le parti di archi e i fiati, su partiture scritte da George Martin. In serata aggiunse poi i battiti di mano e registrò nuovamente il cantato. Il giorno dopo incise il basso e la chitarra solista. Non è ben chiaro se Ringo Starr abbia contribuito o meno alla traccia suonando la batteria. Inoltre, alcuni esperti come Mark Lewisohn e Ian MacDonald indicano George Harrison come esecutore della parte di chitarra elettrica nel brano, e non McCartney.

### Musica e arrangiamento
Il brano ricorda le atmosfere del music hall ed è caratteristica per la melodia sincopata al pianoforte che si ripete per tutta la canzone, oltre che da una banda di ottoni e un ensemble di archi.

## Formazione
- Paul McCartney: voce solista, pianoforte, basso, chitarra (?), tamburi, ottone.
- Ringo Starr: batteria (?)
- George Harrison: chitarra elettrica (?)
- George Martin: arrangiamenti di archi ed ottoni.
- Bernard Miller – violino
- Dennis McConnell – violino
- Lou Soufier – violino
- Les Maddox – violino
- Leo Birnbaum – viola
- Henry Myerscough – viola
- Reginald Kilbey – violoncello
- Frederick Alexander – violoncello
- Leon Calvert – tromba, flicorno
- Stanley Reynolds – tromba
- Ronnie Hughes – tromba
- Tony Tunstall – corno francese
- Ted Barker – trombone
- Alf Reece – bassotuba